# Arendal Fotball
L'Arendal Fotball è una società calcistica norvegese con sede nella città di Arendal. Milita nella 2. divisjon, terzo livello del campionato norvegese.

## Storia
L'Arendal Fotball è stato fondato il 27 settembre 2010, grazie alle sinergie di due squadre locali, il Trauma ed il Grane. La squadra si è posta l'obiettivo di diventare la società calcistica principale di Arendal e di sviluppare i talenti locali. L'Arendal è stato inserito nella 3. divisjon – quarto livello del campionato norvegese – e ha scelto Morten Knutsen come primo allenatore, ricoprendo anche il ruolo di giocatore.
Il 18 settembre 2011, Knutsen ha rassegnato le proprie dimissioni dall'incarico, rimanendo all'Arendal nella sola veste di calciatore. Torstein Oland è stato scelto al suo posto ed al termine del campionato 2012 l'Arendal ha conquistato la promozione in 2. divisjon.
Oland è rimasto in carica fino al mese di maggio 2014. Il 4 giugno successivo, Knut Tørum è stato scelto come nuovo allenatore. Al termine del campionato 2016, l'Arendal ha conquistato la promozione in 1. divisjon per la prima volta nella sua storia, raggiungendo questo traguardo con tre giornate d'anticipo sulla fine della stagione.

## Palmarès

### Competizioni nazionali
- 2. divisjon: 1

2016 (gruppo 4)
- 3. divisjon: 1

2012 (gruppo 5)

### Altri piazzamenti
- 3. divisjon:

Terzo posto: 2011 (gruppo 5)

## Organico

### Rosa 2018
| N. |                                 | Ruolo | Calciatore             |
| -- | ------------------------------- | ----- | ---------------------- |
| 1  | Norvegia (bandiera)             | P     | Jostein Aaland         |
| 2  | Norvegia (bandiera)             | D     | Jens Kristian Skogmo   |
| 3  | Bosnia ed Erzegovina (bandiera) | A     | Adi Marković           |
| 4  | Norvegia (bandiera)             | D     | Philip Sandvik Aukland |
| 5  | Norvegia (bandiera)             | C     | Tobias Henanger        |
| 6  | Kosovo (bandiera)               | D     | Avni Pepa              |
| 7  | Norvegia (bandiera)             | D     | Petar Rnkovic          |
| 8  | Danimarca (bandiera)            | A     | Rasmus Christensen     |
| 9  | Norvegia (bandiera)             | A     | Wilhem Pepa            |
| 10 | Danimarca (bandiera)            | C     | Jakob Rasmussen        |
| 11 | Norvegia (bandiera)             | C     | Preben Skeie           |

| N. |                      | Ruolo | Calciatore      |
| -- | -------------------- | ----- | --------------- |
| 13 | Danimarca (bandiera) | D     | Sune Kiilerich  |
| 14 | Ecuador (bandiera)   | A     | Julio Espinoza  |
| 16 | Norvegia (bandiera)  | C     | Kim Kvaalen     |
| 17 | Nigeria (bandiera)   | C     | Thompson Ekpe   |
| 18 | Norvegia (bandiera)  | C     | Arne Einarsen   |
| 19 | Norvegia (bandiera)  | A     | Fabian Ness     |
| 22 | Polonia (bandiera)   | P     | Grzegorz Flasza |
| 25 | Norvegia (bandiera)  | D     | Anders Hella    |
| 26 | Norvegia (bandiera)  | C     | Lars Kilen      |
| –– | Senegal (bandiera)   | A     | Pape Paté Diouf |

### Rosa 2016
| N. |                      | Ruolo | Calciatore            |
| -- | -------------------- | ----- | --------------------- |
| 2  | Danimarca (bandiera) | D     | Matias Fjeldal Olsen  |
| 3  | Norvegia (bandiera)  | D     | Kai Risholt           |
| 4  | Norvegia (bandiera)  | D     | Marius Andersen       |
| 5  | Norvegia (bandiera)  | C     | Tobias Henanger       |
| 6  | Norvegia (bandiera)  | D     | Sven Fredrik Stray    |
| 7  | Norvegia (bandiera)  | D     | Petar Rnkovic         |
| 8  | Danimarca (bandiera) | C     | Rasmus Christiansen   |
| 9  | Norvegia (bandiera)  | A     | Wilhem Pepa           |
| 10 | Danimarca (bandiera) | C     | Jakob Rasmussen       |
| 11 | Norvegia (bandiera)  | C     | Ylldren Ibrahimaj     |
| 12 | Norvegia (bandiera)  | P     | Andreas Hoppestad     |
| 13 | Danimarca (bandiera) | P     | Anders Hegaard Larsen |
| 14 | Norvegia (bandiera)  | C     | Tobias Olsvik         |
| 15 | Norvegia (bandiera)  | C     | Tasso Dwe             |

| N. |                                 | Ruolo | Calciatore               |
| -- | ------------------------------- | ----- | ------------------------ |
| 16 | Norvegia (bandiera)             | C     | Ole Marius Håbestad      |
| 17 | Norvegia (bandiera)             | A     | Nicolai Aas              |
| 18 | Norvegia (bandiera)             | A     | Steinar Berås            |
| 19 | Norvegia (bandiera)             | A     | Christian Tveit          |
| 20 | Bosnia ed Erzegovina (bandiera) | A     | Adi Marković             |
| 21 | Svezia (bandiera)               | D     | Viktor Lövgren           |
| 22 | Norvegia (bandiera)             | A     | Hakeem Wilkinson         |
| 23 | Norvegia (bandiera)             | C     | Aleksandar Corovic       |
| 24 | Norvegia (bandiera)             | D     | Anders Hella             |
| 26 | Norvegia (bandiera)             | P     | Jostein Aaland           |
| 27 | Norvegia (bandiera)             | C     | Mathias Espeland Trondal |
| 28 | Norvegia (bandiera)             | D     | Jeremie Elepo            |
| 29 | Norvegia (bandiera)             | A     | Julio Espinoza           |

### Staff tecnico
- Mattias Andersson - Allenatore
- Frank Bredal - Assistente